# Where the Hood At?
«Where the Hood At?» — сингл американського репера DMX, випущений 5 серпня 2003 року як головний сингл з його п'ятого студійного альбому Grand Champ. AllMusic заявив: «Головний сингл-гімн, «Where the Hood At», точно створений за попередніми дзвінками DMX, такими як «Ruff Ryders' Anthem», «What's My Name?» і «Who We Be». Пісня досягла 68 місця в Billboard Hot 100 і отримала платиновий статус за продаж понад 1 000 000 копій у США.
Пісня адресована реперу Ja Rule, якого DMX звинувачує в гомосексуальності ("How you gonna explain fuckin a man? Even if we squash the beef, I ain't touchin ya hand").

## Музичне відео
Музичне відео зняте в районі DMX в Йонкерсі, Нью-Йорк . У кліпі присутні камео реперів Drag-On, Swizz Beatz, Fat Joe і Busta Rhymes. У другій половині відео додано пісню під назвою «A 'Yo Kato», присвячену його загиблому другові.

## Список композицій

### Американська версія
1. «Where the Hood At?»
2. «Where the Hood At?» (Instrumental)
3. «Ruff Ryders' Anthem»

### Європейська версія
1. «Where the Hood At?»
2. «Ruff Ryders' Anthem»
3. «Who We Be»
4. «Where the Hood At?» (Video CD-ROM)

## Чарти
| Чарт (2003)                                          | Позиція |
| ---------------------------------------------------- | ------- |
| США Billboard Hot 100                                | 68      |
| США Hot R&B/Hip-Hop Singles & Tracks (Billboard)     | 24      |
| США Hot Rap Singles (Billboard)                      | 13      |
| Велика Британія UK Singles (Official Charts Company) | 16      |
| Велика Британія UK R&B (Official Charts Company)     | 4       |
| Німеччина German Singles (Media Control Charts)      | 29      |
| Нова Зеландія New Zealand (Recorded Music NZ)        | 1       |